# Bahgie
Bahgie is een bestuurslaag in het regentschap Aceh Tengah van de provincie Atjeh, Indonesië. Bahgie telt 351 inwoners (volkstelling 2010).